# UFC 56
UFC 56: Full Force foi evento de artes marciais mistas promovido pelo Ultimate Fighting Championship, ocorrido em 19 de novembro de 2005 no MGM Grand Garden Arena em Paradise, Nevada. A luta principal foi entre Rich Franklin e Nate Quarry, pelo Cinturão Peso Médio do UFC.

## Resultados
Nota 1 Pelo Cinturão Peso-Médio do UFC.

Nota 2 Originalmente, a luta seria pelo Cinturão Meio Médio do UFC, porém Riggs apresentou um peso acima do limite da categoria (77 kg), por isso a luta não foi válida pelo título.

## Ligações Externas
- Página oficial do UFC

1. ↑  Nota 1
2. ↑  Nota 2